# Zosterop de les Palau
El zosterop de les Palau (Megazosterops palauensis) és un ocell de la família dels zosteròpids (Zosteropidae) i única espècie del gènere Megazosterops Stresemann, 1930.

## Hàbitat i distribució
Habita boscos, zones arbustives i de matolls a les illes Babeldaob, Urukthapel i Peleliu, a l'arxipèlag de Palau.